# هرميله (سقز)
قرية هرميله (بالكردية: ھەرمێلە) هي إحدى القرى التابعة لـسرا في ريف قسم مركزي من مقاطعة سقز، في محافظة كردستان الإيرانية.

## السكان
حسب إحصاءات سنة 2006، بلغ إجمالي السكان في هرميله 178 نسمة وعدد المساكن 32 مسكن. لغة سكان هرميله هي اللغة الكردية و هم من أهل السنة والجماعة والمذهب الشافعي.